# Ernesto Alemann

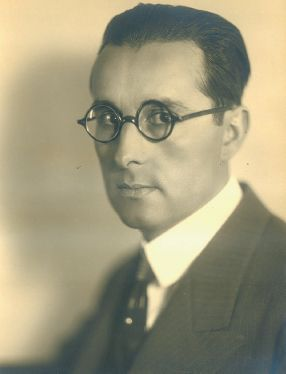
Ernesto Fernando Alemann.

Ernesto Fernando Alemann (Buenos Aires, 18 de marzo de 1893-1982) fue un doctor en Ciencias Económicas argentino y el redactor jefe y editor del periódico Argentinisches Tageblatt, de Buenos Aires, impreso en alemán.

## Biografía
Ernesto Alemann desempeñó un papel importante en la oposición argentina a la Alemania nazi en la década de 1930 en Argentina debido a la orientación que le imprimió al diario Argentinisches Tageblatt y a su rol en la fundación de la Pestalozzi Schule.  [cita requerida]
Dirigió el periódico alemán Argentinisches Tageblatt, diario fundado por su abuelo. Ernesto Alemann estudió en una secundaria de Berna y en las universidades de Berlín (1912-13), de Múnich (1913-14) y Heidelberg (1914-15), donde obtuvo el doctorado en Ciencias Económicas. Visitó Alemania entre 1926 y 1927. Fue corresponsal del "Berliner Tageblatt" entre 1927 y 1932. Fue presidente de la Asociación Cultural Pestalozzi.
Tenía simpatías políticas por la socialdemocracia alemana y por el Deutsche Demokratische Partei (Partido Democrático Alemán). En Argentina simpatizaba con políticos como Nicolás Repetto , Alfredo Palacios y Marcelo Torcuato de Alvear. Fue miembro fundador de la organización Das Andere Deustchland (DAD), que fue una importante organización antinazi que agrupaba liberales, socialistas y comunistas.
Con el fin de tener una alternativa a la Escuela Goethe en Buenos Aires, Ernesto Alemann fundó el Colegio Pestalozzi (Pestalozzi Schule), también en Buenos Aires, en 1934, luego del polémico acto ocurrido en la Goethe Schule en diciembre de 1933. Fue presidente de la asociación. 
Friedmann señala que hacia 1936, Ernesto Alemann, doctorado en la Universidad de Heidelberg, fue oficialmente privado de su título por su oposición al régimen nazi.[cita requerida]
Ernesto Alemann se consideraba a sí mismo un liberal convencido, más que todo debido a sus tendencias en economía si bien al mismo tiempo simpatizaba con socialistas alemanes y argentinos.  

En 1976 al producirse el golpe de Estado para instaurar el Proceso de Reorganización Nacional, el diario Argentinisches Tageblatt publicó varias editoriales apoyando al régimen. Entre ellas un editorial en el que sostenía que “el gobierno podría acelerar y facilitar ampliamente su victoria actuando contra las cabezas visibles, de ser posible al amparo de la noche y la niebla y calladamente, sin echar las campanas al vuelo".
En 1979 Ernesto Alemann recibió la Bundesverdienstkreuz (Cruz Federal de Mérito), una condecoración otorgada por la República Federal Alemana. Falleció en 1982.

## Familia
Ernesto Alemann era hijo de Teodoro Alemann y Berta Liechti y hermano de Máximo Juan. 
Ernesto Alemann se casó el 16 de noviembre de 1920 en primeras nupcias con Ernesta Bohmen con quien tuvo tres hijos: Silvia Elsa Alemann, Roberto Teodoro Alemann y Juan Ernesto Alemann. Tras su fallecimiento en 1943 se casó en 1950 en segundas nupcias con Marie Louise Steinheuer, con quien tuvo a Katja Alemann.
Su hijo Juan Alemann fue secretario de Hacienda, bajo la dependencia del ministro José Alfredo Martínez de Hoz, durante el autodenominado Proceso de Reorganización Nacional (1976-1983). Roberto Alemann fue dos veces ministro de Economía de Argentina. Katja Alemann es actriz. Ha hecho teatro, televisión y cine. 

## Obras
"Grünes Gold und rote Erde" (1926) 
"Fahrt nach Süden" (1929) 
"Reise duch Deutschland" (1947) 
"Deutschland heute" (1948) 